# バッグレディに春が来た!
『バッグレディに春が来た！』（バッグレディにはるがきた）は、1988年3月20日にTBS系列の『東芝日曜劇場』枠で放送予定だったテレビドラマ。
主演は山本陽子。堀江しのぶの遺作。内館牧子の脚本家としての本格デビュー作となるはずだった。
紙袋に全財産を入れて持ち歩く女性（バッグレディ）の主人公が幸せをつかむまでを描いたコメディ。しかし内容がホームレスを蔑視しているとして支援団体からの抗議を受け、放送は中止となった（代わりに『マイフェアねーちゃん』が再放送された）。

## 出演者
- 山本陽子
- あき竹城
- 堀江しのぶ

## 関連書籍
- 内館牧子『切ない30代に捧ぐ』〈角川文庫〉1999年。ISBN 978-4041854105。